# The Last Stand (película de 2006)
The Last Stand es una película de comedia y drama de 2006, dirigida por Russ Parr, que a su vez la escribió, musicalizada por Jim McKeever, en la fotografía estuvo Keith Gruchala y los protagonistas son Laz Alonso, Anthony Anderson y Jazz Anderson, entre otros. El filme fue realizado por UpToParr Productions LLC, se estrenó el 27 de julio de 2006.

## Sinopsis
Cuenta la historia de cuatro individuos muy distintos que quieren tener éxito como artistas en Los Ángeles, hasta que la vida se pone demasiado complicada.